# Puerto Concordia
Puerto Concordia ist eine Gemeinde (municipio) im Departamento Meta in Kolumbien.

## Geographie
Puerto Concordia liegt im Süden von Meta auf einer Höhe von 200 Metern und hat eine Jahresdurchschnittstemperatur von 24 bis 27 °C. An der Grenze zwischen Puerto Concordia und San José del Guaviare fließen der Río Ariari und der Río Guayabero zusammen und bilden den Río Guaviare. An die Gemeinde grenzen im Norden und Osten Mapiripán, im Süden San José del Guaviare im Departamento del Guaviare und im Westen Puerto Rico.

## Bevölkerung
Die Gemeinde Puerto Concordia hat 23.131 Einwohner, von denen 11.268 im städtischen Teil (cabecera municipal) der Gemeinde leben (Stand: 2019).

## Geschichte
Puerto Concordia wurde 1973 als La Cuerera gegründet. Der Name wurde 1984 in La Concordia und 1985 in Puerto Concordia geändert. Puerto Concordia erhielt 1989 den Status einer Gemeinde.

## Wirtschaft
Die wichtigsten Wirtschaftszweige von Puerto Concordia sind Rinderproduktion, Landwirtschaft (insbesondere Maniok, Mais, Bananen und Zuckerrohr), Holzwirtschaft, Fischerei und Handel.